# استوارت بوم
استوارت بوم (انگلیسی: Stuart Boam؛ زادهٔ ۲۸ ژانویهٔ ۱۹۴۸) بازیکن فوتبال اهل بریتانیا است.
از باشگاه‌هایی که در آن بازی کرده‌است می‌توان به باشگاه فوتبال میدلزبرو، باشگاه فوتبال نیوکاسل یونایتد، باشگاه فوتبال منزفیلد تاون، و باشگاه فوتبال هارتل پول یونایتد اشاره کرد.